# Estuaire
Estuaire (deutsch Ästuar) ist eine der neun Provinzen von Gabun mit der Hauptstadt Libreville. Mit knapp 900.000 Einwohnern ist es die mit Abstand größte Provinz Gabuns.

## Geographie
Die Provinz liegt im Nordwesten des Landes und grenzt im Norden an Äquatorialguinea, im Südwesten an die Provinz Ogooué-Maritime, im Südosten an die Provinz Moyen-Ogooué, im Westen an den Atlantik und im Osten an die Provinz Woleu-Ntem.
Namensgebend für die Provinz ist das Gabun-Ästuar.

Departements der Provinz Estuaire

Die Provinz teilt sich in 5 Departements auf:
- Komo (Hauptstadt: Kango)
- Komo-Mondah (Hauptstadt: Ntoum)
- Komo-Océan (Hauptort: Ndzomoe)
- Noya (Hauptstadt: Cocobeach)
- Libreville

## Weitere Unterteilung
- Departements von Gabun